# Кошлаушка
Кошлау́шка, Кошлоу́ш (Кошлоуша — название в начале XX века; чув. Кушлавăш) — малая река, протекающая по территории Вурнарского и Ибресинского районов Чувашии.

## Географические сведения

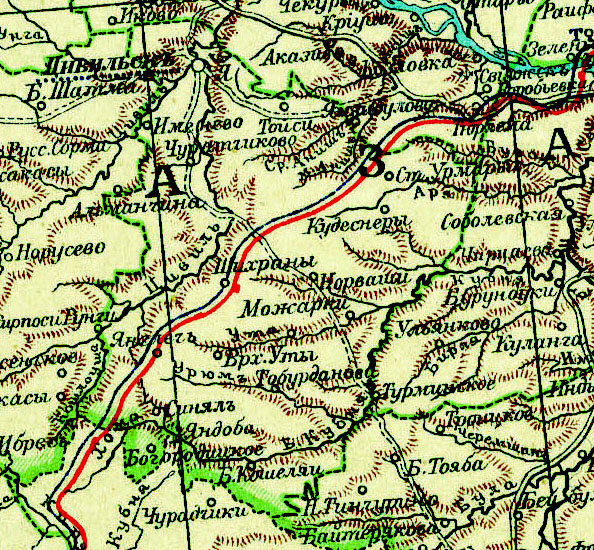
Река Кошлоуша на карте Цивильского уезда (1903)

Исток находится в лесном массиве у посёлка Ибреси (по другим данным — около посёлка Огонёк Ибресинского района), устье — в районе деревни Рунги Вурнарского района. Площадь водосборного бассейна реки — 213 км² (по другим данным — 214,6 км²), длина — 28 км. По левому берегу впадает в реку Малый Цивиль, в 98 км от устья последней. Коэффициент густоты речной сети составляет 0,51 км/км². Долина реки глубокая, с узким дном и резко выраженной асимметрией склонов.
Имеет 16 притоков. Наиболее значимые притоки реки — Потаушка и ручей Черноречка (по другим сведениям — Кошлаушка в верховьях носит название Черноречка), помимо них в реку также впадает несколько малых притоков, среди которых Шурлахвар.
Река протекает рядом с населёнными пунктами: Шебегечи, Шоркасы, Большие Абакасы, Нижние Абакасы, Кольцовка, Зеленовка.

## Данные водного реестра
По данным государственного водного реестра России относится к Верхневолжскому бассейновому округу, водохозяйственный участок реки — Цивиль от истока до устья, речной подбассейн реки — бассейны притоков Волги на участке между впадением. Речной бассейн реки — Верхняя Волга до Куйбышевского водохранилища (без бассейна Оки).
Код объекта в государственном водном реестре — 08010400412112100000339.

## Название
Вполне вероятно, что название от чув. кашла «шуметь, гудеть» и уш/ушка в значении «река».— Географические названия Чувашской Республики.